# Граф Килмори

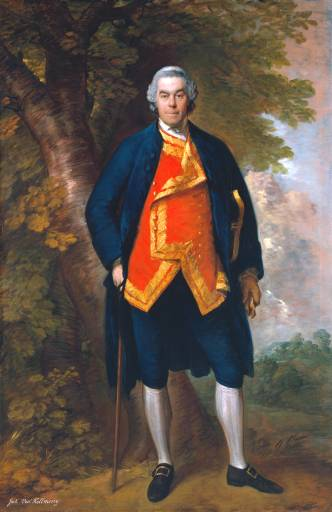
Портрет Джона Нидхэма, 10-го виконта Килмори, автор — Томас Гейнсборо

Граф Килмори (англ. Earl of Kilmorey) — наследственный титул в системе Пэрства Ирландии. Он был создан в 1822 году для Фрэнсиса Нидхэма, 12-го виконта Килмори (1748—1832), генерала британской армии и бывшего члена Палаты общин от Ньюри (1806—1818). Одновременно с графским титулом он получил титул виконта Ньюри и Морна (пэрство Ирландии). Ему наследовал его сын, Фрэнсис Нидхэм, 2-й граф Килмори (1787—1880). Он также представлял Ньюри в Палате общин Великобритании (1819—1826). Его внук, Фрэнсис Чарльз Нидхэм, 3-й граф Килмори (1842—1915), сын Фрэнсиса Джека Нидхэма, виконта Ньюри, также был депутатом Палаты общин от Ньюри (1871—1874) и в качестве избранного ирландского пэра-представителя заседал в Палате лордов Великобритании с 1881 по 1915 год.
Его старший сын, Фрэнсис Нидхэм, 4-й граф Килмори (1883—1961), занимал должности лорда-лейтенанта графства Даун (1949—1959) и вице-адмирала Ольстера. Лорд Килмори был также избранным ирландским пэром-представителем в Палате лордов Великобритании (1916—1961), став последним выжившим ирландским пэром-представителем, заседавшим в Палате лордов. Ему наследовал его племянник, Фрэнсис Нидхэм, 5-й граф Килмори (1915—1977). Он был сыном достопочтенного Фрэнсиса Эдварда Нидхэма, второго сына 3-го графа Килмори.
По состоянию на 2024 год, обладателем графского титула является его старший сын, Ричард Нидхэм, 5-й граф Килмори (род. 1942), сменивший отца в 1977 году. Он не пользуется своими титулами, и известен как сэр Ричард Нидхэм. Дважды избирался в Палату общин от Чиппенхема (1979—1983) и Северного Уилтшира (1983—1997), а также занимал должности заместителя государственного секретаря по делам Северной Ирландии (1985—1992) и государственного министра торговли (1992—1995).
Титул виконта Килмори (пэрство Ирландии) был создан в 1625 году для сэра Роберта Нидхэма (ок. 1565—1631), члена Палаты общин от графства Шропшир (1593—1597, 1604—1614) и высшего шерифа графства Шропшир в 1606 году. Его сын, Роберт Нидхэм, 2-й виконт Килмори (1587/1588 — 1653), представлял Ньюкасл-андер-Лайм в Палате общин и поддерживал короля Карла Стюарта во время Гражданской войны с парламентом. Его младший сын, Чарльз Нидхэм, 4-й виконт Килмори (ум. 1660), сменивший своего старшего брата Роберта в 1657 году, также сражался на стороне роялистов в Гражданской войне. Его потомок, вышеупомянутый Ричард Нидэм, 12-й виконт Килмори, в 1822 году получил титула графа Килмори.
Фамильная резиденция графов Килмори — Морн-парк в окрестностях города Килкил в графстве Даун. До сих пор принадлежит потомкам 4-го графа Килмори.

## Виконты Килмори (1625)
- 1625—1631: Роберт Нидхэм, 1-й виконт Килмори (ум. в ноябре 1631), старший сын Роберта Нидхэма (ум. 1603);
- 1631—1653: Роберт Нидхэм, 2-й виконт Килмори (ум. 12 сентября 1653), сын предыдущего;
- 1653—1657: Роберт Нидхэм, 3-й виконт Килмори (ум. январь 1657), единственный сын предыдущего от первого брака;
- 1657—1660: Чарльз Нидхэм, 4-й виконт Килмори (ум. 1660), сын 2-го виконта Килмори от второго брака;
- 1660—1668: Роберт Нидхэм, 5-й виконт Килмори (1655 — 29 мая 1668), старший сын предыдущего;
- 1668—1687: Томас Нидхэм, 6-й виконт Килмори (ок. 1660 — 26 ноября 1687), младший сын 4-го виконта Килмори;
- 1687—1710: Роберт Нидхэм, 7-й виконт Килмори (6 мая 1683 — 2 октября 1710), сын предыдущего;
- 1710—1717: Роберт Нидхэм, 8-й виконт Килмори (октябрь 1702 — 19 февраля 1717), старший сын предыдущего;
- 1717—1768: Томас Нидхэм, 9-й виконт Килмори (29 сентября 1703 — 3 февраля 1768), второй сын 7-го виконта Килмори;
- 1768—1791: Джон Нидхэм, 10-й виконт Килмори (январь 1710/1711 — 27 мая 1791), младший сын 7-го виконта Килмори;
- 1791—1818: Роберт Нидхэм, 11-й виконт Килмори (14 ноября 1746 — 30 ноября 1818), второй сын предыдущего;
- 1818—1832: Фрэнсис Нидхэм, 12-й виконт Килмори (5 апреля 1748 — 21 ноября 1832), третий сын 10-го виконта Килмори, граф Килмори с 1822 года.

## Графы Килмори (1822)
- 1822—1832: Фрэнсис Нидхэм, 1-й граф Килмори (5 апреля 1748 — 21 ноября 1832), третий сын Джона Нидхэма, 10-го виконта Килмори;
- 1832—1880: Фрэнсис Нидем, 2-й граф Килмори (12 декабря 1787 — 20 июня 1880), старший сын предыдущего;
- 1880—1915: Фрэнсис Нидем, 3-й граф Килмори (2 августа 1842 — 28 июля 1915), старший сын Фрэнсиса Нидхэма, виконта Ньюри и Морна (1815—1851) и внук 2-го графа Килмори;
- 1915—1961: Фрэнсис Чарльз Генри Аделберт Нидхэм, 4-й граф Килмори (26 ноября 1883 — 11 января 1961), старший сын предыдущего;
- 1961—1977: Фрэнсис Джек Ричард Патрик Нидхэм, 5-й граф Килмори (4 октября 1915 — 12 апреля 1977), старший сын майора Фрэнсиса Эдварда Нидхэма (1886—1955) и внук 3-го графа Килмори;
- 1977 — настоящее время: Ричард Фрэнсис Нидхэм, 6-й граф Килмори (род. 29 января 1942), старший сын предыдущего;
  - Наследник: Роберт Фрэнсис Джон Нидхэм, виконт Ньюри и Морн (род. 30 мая 1966), старший сын предыдущего;
    - Наследник наследника: Томас Фрэнсис Майкл Нидхэм (род. 25 сентября 1998), единственный сын предыдущего.